# HMS Conqueror (1881)
HMS Conqueror (Её Величества Корабль «Конкерор») — броненосец Викторианской эпохи Королевского Военно-Морского Флота (КВМФ) Великобритании, его главным оружием был бронированный подводный таран.
Является головным броненосцем одноимённого типа, его единственный систершип — HMS Hero — был закончен двумя годами позднее. Во время его создания предполагалось, что таранная атака является наиболее эффективным атакующим маневром против бронированного боевого корабля, так как броня того периода на некоторое время оказалась способной противостоять большинству существовавшей артиллерии. Эта вера укрепилась событиями в битве у Лиссы, когда австрийский корабль Ferdinand Max протаранил и потопил итальянский Re D’Italia. Итальянский корабль в момент атаки был неподвижен, однако эта деталь осталась без должного внимания.

## Вооружение
Главный калибр составляли казнозарядные 12-дюймовые пушки с длиной ствола в 20 калибров. Они стреляли снарядом весом в 714 фунтов (323 кг) с начальной скоростью 360 м/с (1,1914 ft/second), и могли пробить 10 дюймов брони при угле касания снаряда близком к 90°, и намного меньше в случае значительно более вероятного косого попадания. Орудия были размещены близко к палубе, и при выстреле через нос корабля дульными газами наносились массированные повреждения находящемуся на палубе оборудованию. Выстрел в сторону кормы вызывал повреждения мостика и надстройки, так что на практике пушки могли стрелять только на траверз, через сектор около 45°. Естественно, тяжёлая артиллерия предназначалась на случай, когда цель избежала таранной атаки и оказась на траверзе корабля.
Меньшие орудия предназначались против мелких целей, которые могли увернуться от тарана и не стоили применения тяжёлой артиллерии. Шесть торпедных аппаратов — максимум, который несли броненосцы того времени — были расположены на корме и предназначались для использования против целей, оказавшихся за кормой «Конкерора», где основное его вооружение бесполезно.

## Служба
5 июля 1887 участвовал в смотре. Затем находился в резерве в Девонпорт, в 1889 году передан артиллерийской школе Cambridge. Шесть раз принимал участие в манёврах, однако всегда держался в виду берега. Поставлен на прикол в июле 1902 в Ротсей, продан на слом в 1907.